# Şemsi Paša
Şemsi Paša (Osmanská turečtina: شمسي أحمد پاشا; z. 5. března 1580) byl význačný osmanský šlechtic a beylerbey, který zastával několik vysokých postů a sloužil v různých fázích jako osmanský generální guvernér pašalíků z Damašek, Anatolie a Rumélie.

## Původ
Şemsi Paša se narodil v Bolu v osmanském ejaletu Anatolie a byl synem Mirza Mehmed Paša, z knížecí dynastie Candaroğulları který vládl v knížectví Eflani, Kastamonu a Sinop.
Jeho matka byla Şahnisa Sultan z císařské osmanské dynastie, nejstarší dcera Şehzade Abdullaha, syna osmanského sultán Báyezíd II., díky čemuž se Şemsi Pasha stal pravnukem Sultán Mehmeda Dobyvatele.

## Život
Şemsi Paša, vychovaný v císařské rezidenci té doby, palác Topkapı, byl vychován v prestižní osmanskou Enderunská škola v Topkapi,  a v rodinné tradici, se účastnil různých osmanských vojenských tažení, zejména obléhání Szigetváru v roce 1566 po boku Sultán Sulejman I. Nádherný ve své funkci generální guvernér Rumélie, kromě dobytí několika pevností po celé Evropě. Za vlády Sulejman I. sloužil Şemsi Paša jako beylerbey. Şemsi Paša, široce známý jako významný lovec, byl jmenován loveckým společníkem Sultán Murad III.
Po jeho službě pověřil předního osmanského císařského architekta Mimara Sinana úkolem postavit mešitu a přilehlý komplex poblíž jeho hlavního sídla, Paláce Şemsi Pasha na pobřeží Bosporu v Konstantinopoli. Mešita Şemsi Pasha je jednou z nejmenších mešit děl Mimara Sinana ve městě, přesto je jednou z nejznámějších díky kombinaci svých miniaturních rozměrů a umístění na nábřeží. Je zmíněn jako hlavní příklad dovednosti Mimara Sinana v organickém prolínání architektury s přírodní krajinou.

## Potomci
Şemsi Paša měl tři děti, z nichž jedna dcera a dva synové:
Dcera
- Fahrünnisâ Hatun[1]

Synové
- Mahmud Paša[1]
- Mustafa Bey[1]